# Synsphyronus hansenii
Synsphyronus hansenii är en spindeldjursart som först beskrevs av With 1908.  Synsphyronus hansenii ingår i släktet Synsphyronus och familjen gammelekklokrypare. Inga underarter finns listade i Catalogue of Life.